# Xiphoceriana arabica
Xiphoceriana arabica är en insektsart som först beskrevs av Boris Petrovich Uvarov 1922.  Xiphoceriana arabica ingår i släktet Xiphoceriana och familjen Pamphagidae. Inga underarter finns listade i Catalogue of Life.